# Пфалер, Антон
Антон Пфалер (нем. Anton Pfahler, родился 19 мая 1946 в Нойбурге-на-Дунае) — немецкий неонацист, экстремист. Обвинялся в незаконном обороте оружия и нелегальном владении военной техникой.

## Биография
В 1970-е годы Пфалер состоял в военно-спортивной группе Карла-Хайнца Гофмана, в группе он отвечал за закупку вооружения и военной техники. Состоял в таких организациях, как «Викингюгенд» и военизированной неоязыческой Ассоциации европейских общин родной веры. Вёл колонку в журнале ассоциации «Huginn und Muninn», чтобы как-то повлиять на реформы в социальной и духовной сфере немецкого общества, позднее был казначеем в Немецком языческом сообществе «Дорфлинде» в Эхсхайме.
В 1998 году Пфалер сдал в аренду свой земельный участок в Зиннинге (Оберхаузен) на несколько месяцев газете Deutsche Stimme, печатному органу НДПГ. В 1999 году Пфалера привлекли к уголовной ответственности за незаконный оборот оружия и нацистскую пропаганду: дома у него были обнаружены несколько пулемётов, множество гранат и боеприпасов, к тому же полиция обнаружила, что у него в гараже стоял 14-тонный немецкий танк. За это Пфалер отправился в тюрьму на три года и девять месяцев, однако даже после освобождения контактировал с ультраправыми.
В 2011 году Пфалер попытался покончить с собой после самоубийства сына, выстрелив себе в живот. Раненого Антона обнаружил сосед, вызвав полицию. Усилиями врачей Пфалера-старшего удалось спасти: его сын был обнаружен мёртвым со множеством огнестрельных ранений, которые были нанесены из того же пистолета, который использовал его отец. В предсмертной записке фигурировало слово «мы», однако установить истинного автора послания не удалось. Точная картина событий до сих пор не восстановлена.